# Kniha manželství
Kniha manželství je jednou z matričních knih, která slouží k evidenci uzavřených sňatků. Kniha je vedena matričním úřadem v jednotlivých okresech. Zápisy tvoří jednotlivé listy formátu A4 svázané dohromady.

## Povinné údaje
Do knihy manželství se zapisují následující údaje:
- jméno, příjmení (případně i rodná příjmení),
- den, měsíc, rok a místo narození obou manželů nebo partnerů,
- rodná čísla manželů nebo partnerů,
- jméno, příjmení (případně i rodná příjmení), den, měsíc, rok a místo narození rodičů manželů nebo partnerů,
- datum (rok, měsíc, den) uzavření manželství nebo partnerství,
- dohoda manželů nebo partnerů o používaném příjmení a také dohoda o používání příjmení v ženském a mužském tvaru,
- jméno, příjmení a rodné číslo svědků (u cizinců bez rodného čísla se uvádí datum a místo narození),
- datum zápisu do knihy manželství,
- podpis matrikáře.

## Uložení a doba archivace
Kniha manželství musí být uložena na matričním úřadu ze zákona 75 let. Po uplynutí této doby se archivují ve státním okresním archivu v Praze, Brně, Plzni nebo Ústí nad Labem.